# Winnipeg Sun
Die Winnipeg Sun ist eine täglich erscheinende englischsprachige Zeitung Kanadas, die in Winnipeg, Manitoba herausgegeben wird. Ihr Druckformat ist Tabloid. Sie erschien erstmals am 5. November 1980 und gilt als konservativ-populistisch. Die Zeitung wird von Sun Media herausgegeben und an Zeitungsständen, Supermärkten und Heimlieferungen vertrieben.